# Schloss Gösting

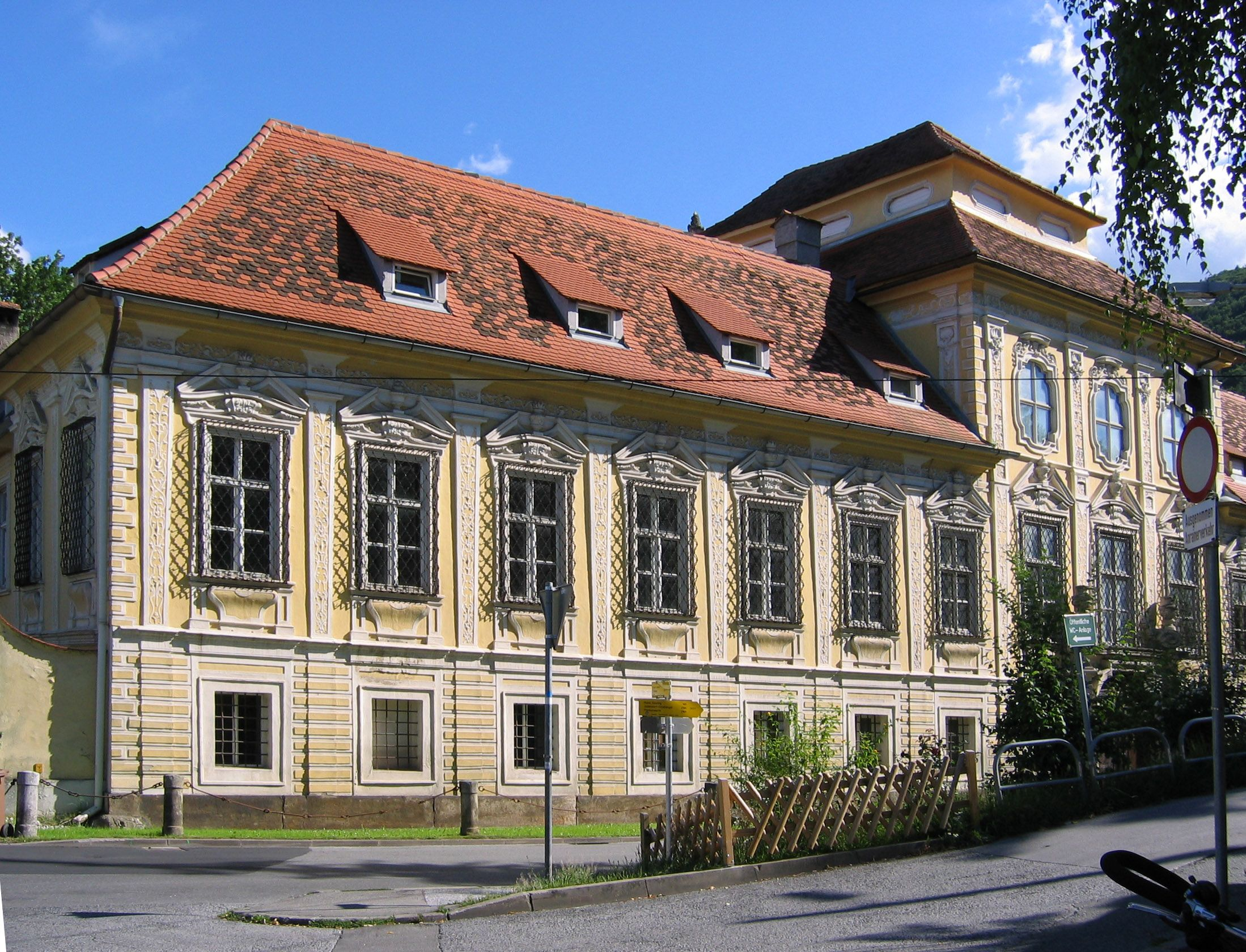
Schloss Gösting

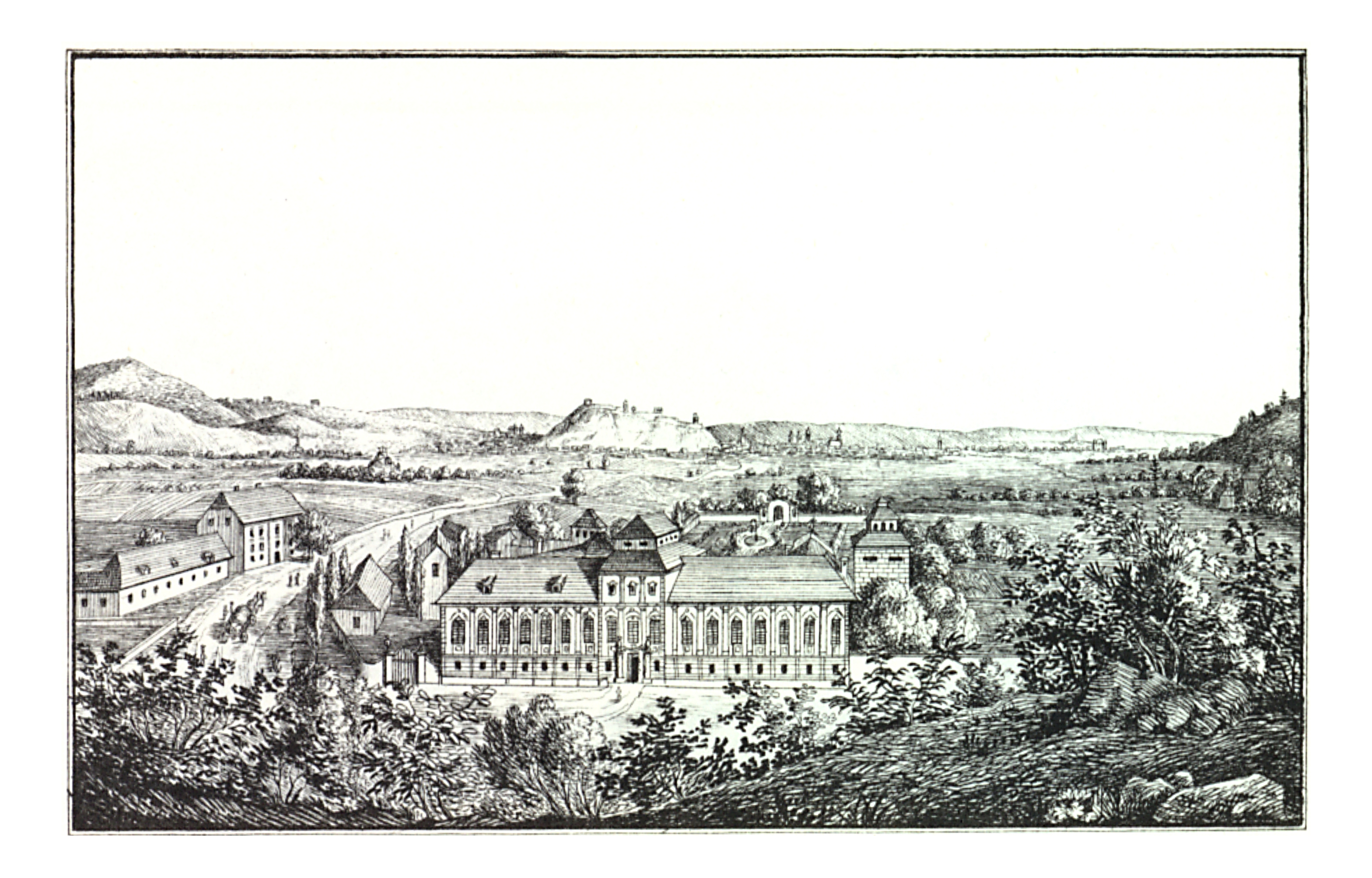
Schloss Gösting um 1830, Lith. Anstalt J.F. Kaiser, Graz

Das Schloss Gösting ist ein Barockschloss in Graz in der Steiermark. Es liegt am Fuße des Burgberges am Thaler Bach im 13. Grazer Stadtbezirk Gösting. Das Bauwerk ist über die Autobuslinien 40 und 65 erreichbar, die vor dem Schloss ihre Endstation hat.

## Geschichte
Nach einem Blitzschlag in das Pulverlager und anschließendem Brand, der 1723 die Burg Gösting zerstört hatte, beschloss ihr damaliger Besitzer, Graf Ignaz Maria von Attems, diese nicht wieder aufzubauen. Der Architekt Johann Georg Stengg wurde daraufhin mit dem Bau eines Sommerschlosses im Tal beauftragt, das direkt neben dem Thaler Bach liegen sollte. Einige Stichkappengewölbe des Erdgeschoßes im Schloss weisen aber auf einen älteren Baukörper hin, auf dem von 1724 bis 1728 das neue Schloss errichtet wurde; es sind vermutlich die Reste eines Amtshauses aus dem 17. Jahrhundert.
Nach der Vollendung des Baues 1728 wurde die Innenausstattung erst 1735 fertiggestellt. In den Jahren 1844/45 kam es zur Umgestaltung der französischen Gartenanlage in einen englischen Park. 1891 lieferte Karl Lacher die Pläne für eine teilweise Umgestaltung der Innenräume. Bis 1955 besaß die Familie Attems das Schloss Gösting, bevor es an Hans und Grete Totz verkauft wurde, die sich der baulichen Behebung der Kriegsschäden annahmen. Wegen der Vermietung zahlreicher Räume als Wohnplätze für Gastarbeiter litt das Interieur. 1960 kam es zur Außenrenovierung und 1967 wurde das Dach erneuert. Schloss Gösting befindet sich nach wie vor in Privatbesitz.

## Architektur und Gestaltung
Die lange Hauptfront des Schlosses wird durch einen Mittelrisalit akzentuiert, der rechtwinkelig von Seitentrakten flankiert wird. Die anschließenden Pfeilerarkadengänge führen zu zwei quadratischen Eckpavillons. Die straßenseitige Schauseite des Schlosses ist im ersten Obergeschoß mit Laub- und Bandelwerkstuck verziert, besitzt dekorative Fensterbekrönungen und Giebel mit Vasendekor. Am Mittelrisalit ist neben der Stuckzier ein Monogramm des Bauherren angebracht. Das Schulterbogen-Steinportal ist mit Vasen dekoriert und besitzt schmiedeeiserne Fenstergitterkörbe.
Die hofseitige Fassade ist schlichter, weist jedoch Rocaille-Steinvasen und Engelputten aus Sandstein mit Wappenkartuschen der Grafen Attems und Leslie (um 1765/70) auf.